# Andreas Schlüter (film)
Pour plus de détails, voir Fiche technique et Distribution.
Andreas Schlüter est un film allemand réalisé par Herbert Maisch, sorti en 1942 et qui présente la vie de l'architecte et sculpteur Andreas Schlüter.

## Synopsis
L'Électeur de Brandebourg Frédéric III veut que sa résidence à Berlin soit un monument remarquable parmi les plus grands. Les dessins représentatifs mettent en avant par leur aspect la magnificence de Frédéric. Mais les intrigues de la Cour rendent difficile le choix d'un artiste qui puisse répondre aux désirs du souverain. Finalement on prend Andreas Schlüter après qu'il a présenté une statue équestre de l'Électeur. Frédéric en est très satisfait et fait de lui son architecte de cour. La première mission sera d'agrandir le château de Berlin et de l'orner grandement.
Schlüter se consacre obsessionnellement à son œuvre. Il ne fait pas attention aux petits critiques et aux rivaux comme Eosander, l'autre architecte de la cour. Lorsque Eosander présente à la cour un château dans le style parisien, Schlüter se sent offensé. À cause de son attitude cassante et peu diplomatique, il se fait beaucoup d'ennemis. Mais la statue gigantesque est élevée conformément à ses idées. Quand il projette de la couler en une seule pièce, la population craint que son immensité et la chaleur demandée abîment les maisons. Bien que le monarque le lui interdise, l'artiste passe outre. Malgré la réussite de l'opération, Frédéric III n'apprécie pas qu'on lui désobéisse et le rejette.
Schlüter quitte Berlin ainsi que sa femme Elisabeth, à qui il fait beaucoup de reproches, et va à Dresde avec son ancien modèle, la comtesse Vera Orlewska. Le roi de Prusse lui demande de revenir à Berlin. Schlüter croit maintenant être en mesure de reconstruire non seulement le château, mais l'ensemble de Berlin selon ses idées. Mais le roi lui demande seulement de construire la plus haute tour du monde. En raison du sous-sol marécageux, l'architecte refuse d'abord puis cède. Il se met à genoux lorsqu'il voit qu'elle commence à s'élever mais ne se rend compte des premiers signes d'un effondrement. Il va jusqu'au bout, mais lors de la fête organisée pour la fin de la construction de la charpente, la tour s'écroule sur elle-même. Schlüter est emprisonnée, la comtesse Vera se détourne de lui. Seule son ancienne femme Elisabeth vient le soutenir, elle est la seule à lui pardonner.

## Fiche technique
- Titre : Andreas Schlüter
- Réalisation : Herbert Maisch assisté de Heinz-Günther Schulz
- Scénario : Helmut Brandis, Herbert Maisch
- Musique : Wolfgang Zeller
- Direction artistique : Hermann Asmus (de), Kurt Herlth, Robert Herlth
- Costumes : Walter Schulze-Mittendorff
- Photographie : Ewald Daub
- Effets spéciaux : Gerhard Huttula
- Son : Erich Schmidt
- Montage : Ursula Schmidt
- Production : Viktor von Struve (de)
- Sociétés de production : Terra Filmkunst
- Société de distribution : Deutsche Filmvertriebs
- Pays de production :  Reich allemand
- Langue : allemand
- Format : Noir et blanc - 1,37:1 - Mono - 35 mm
- Genre : Biographie
- Durée : 111 minutes
- Dates de sortie :
  - Troisième Reich : 11 septembre 1942.
  - Finlande : 7 mars 1943.

## Distribution
- Heinrich George : Andreas Schlüter
- Mila Kopp (de) : Elisabeth, sa femme
- Olga Tschechowa : La comtesse Vera Orlewska
- Theodor Loos : L'électeur Frédéric III
- Dorothea Wieck : L'électrice Charlotte
- Ernst Fritz Fürbringer : Johann Friedrich Eosander von Göthe
- Marianne Simson : Leonore Schlüter
- Karl John : Le sculpteur Martin Heinrich Böhme (de), son fiancé
- Herbert Hübner : Johann Kasimir Kolbe von Wartenberg, le grand-chambellan
- Eduard von Winterstein : Naumann, un ami de Schlüter
- Emil Heß (de) : Eberhard von Danckelman (de), un conseiller
- Max Gülstorff : Kraut, un conseiller
- Robert Taube : Gottfried Wilhelm Leibniz
- Paul Dahlke : Jacobi, le couleur de bronze
- Christian Kayßler : Le prince von Anhalt-Dessau
- Trude Haefelin (de) : Mme von Pöllnitz
- Franz Schafheitlin : M. von Harms
- Otto Graf : Le comte Fleming
- Ernst Legal : Le professeur Sturm
- Paul Westermeier : Wenzel, le maître de la coulée
- Ernst Rotmund : Martin Grünberg
- Karl Hannemann (de) : Marcus Conrad Dietze (de)
- Peter Elsholtz : L'agitateur
- Hans Meyer-Hanno : Le maître d'œuvre
- Helmut Heyne (de) : Le dessinateur
- Carl Günther : Le Rittmeister
- Herwart Grosse (de) : Le secrétaire de Wartenberg
- Valy Arnheim (de) : Le maître de cérémonie
- Hans Waschatko (de) : L'obermarschall
- Klaus Pohl : Un membre de la commission

## Autour du film
- Le scénario est librement inspiré du roman Der Münzturm d'Alfons von Czibulka (de), sorti en 1936.
- Le tournage commence le 15 décembre 1941 et prend fin en mai 1942 dans Ufastadt et Althoff-Atelier à Babelsberg. Plusieurs plans sont réalisés au château de Berlin, construit par Andreas Schlüter.
- Le film est présenté en avant-première le 5 septembre 1942 dans le cadre de la dixième Biennale de Venise, avec cinq autres films allemands (Sang Viennois (de), Le Grand Roi, Un grand amour (Die große Liebe), La Ville dorée, L'Implacable Destin).
- Le film est dans la tradition de plusieurs autres grandes productions entre 1939 et 1943 du Troisième Reich de films sur des grandes personnalités historiques d'Europe centrale dans la politique, les arts, les sciences comme La Lutte héroïque, Friedrich Schiller, triomphe d'un génie, Bismarck, Le Grand Roi, Le Président Krüger, Rembrandt ou Paracelse. L'intention est de produire une analogie avec Adolf Hitler, le "génie" que présente la propagande nazie.
- Le budget du film s'élève à 3,438 millions de marks, soit l'un des films les plus chers du Troisième Reich. Après un an et demi d'exploitation, en mai 1943, le film récolte 3,245 millions[1]. À l'étranger, le film est un échec.